# Тяпино (Нижегородская область)
Тяпино — деревня в Гагинском районе Нижегородской области России. Входит в состав Ветошкинского сельсовета.

## География
Находится в юго-восточной части Нижегородской области, в зоне хвойно-широколиственных лесов, на левом берегу реки Пьяны около впадения в неё Новаженки, при автодороге 22К-0055.

### Климат
Климат характеризуется как умеренно континентальный, с коротким тёплым летом и холодной снежной зимой. Среднегодовая температура — 3,2 — 3,4 °C. Средняя температура воздуха самого тёплого месяца (июля) — 17 — 19 °C; самого холодного (января) — −14 — −12 °C. Среднегодовое количество атмосферных осадков составляет 450—500 мм, из которых 349 мм выпадает в период с апреля по октябрь.

## Население
| 2002 | 2010 |
| ---- | ---- |
| 139  | ↘83  |

## Известные уроженцы
- Вавилин, Иван Николаевич (1926—2008) — Герой Социалистического Труда.

## Инфраструктура
Личное подсобное хозяйство с зоной сельскохозяйственного использования, индивидуальная застройка усадебного типа.
Основа экономики — сельское хозяйство.

## Памятные места, достопримечательности
В центре деревни установлен памятник-мемориал
«Павшим воинам Великой Отечественной войны 1941—1945 гг.»

## Транспорт
Автобусное сообщение с районным и областным центром. Остановка общественного транспорта «Тяпино».